# Hefekloß

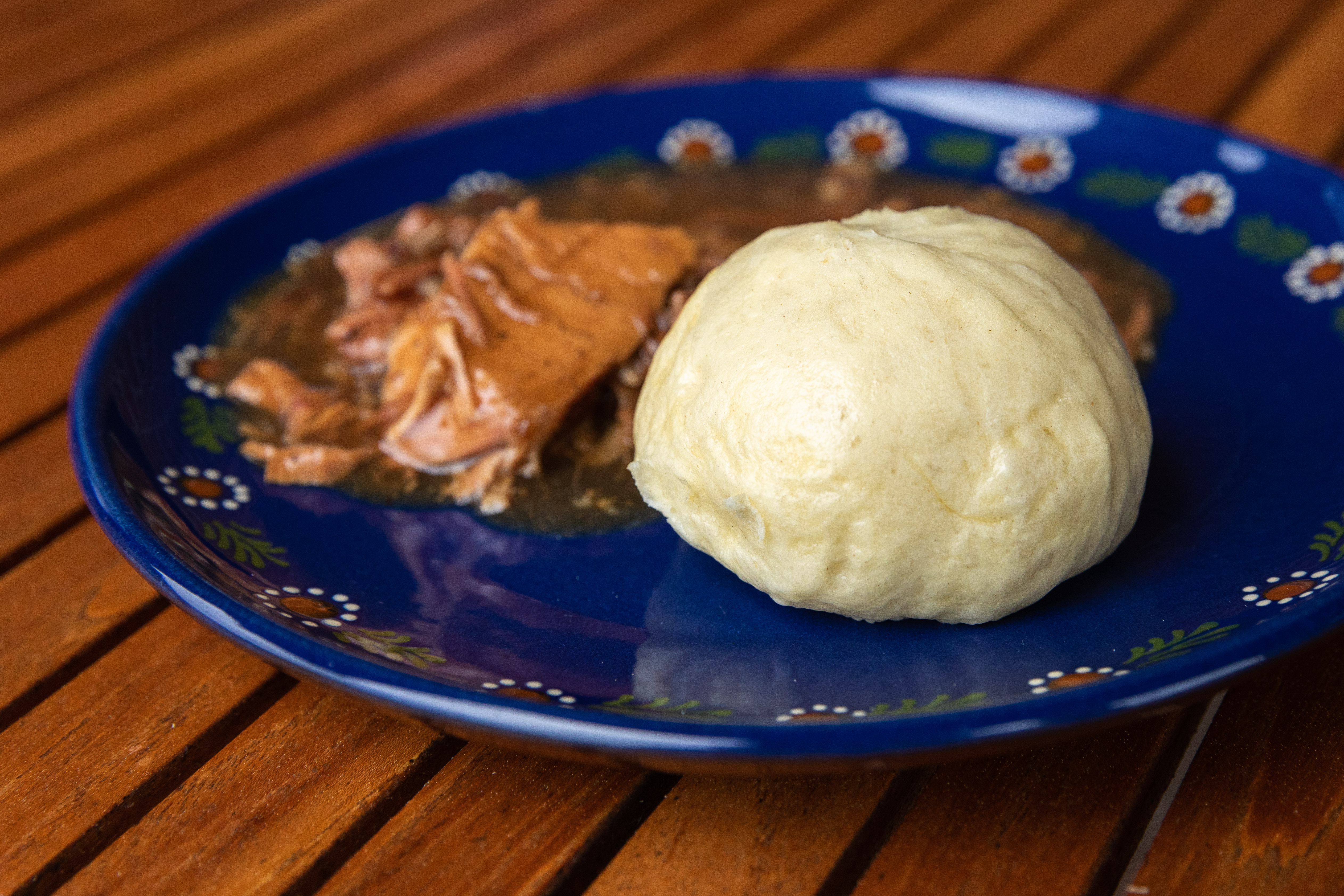
Herzhafte Variante: Hefekloß mit Rippchen

Hefeklöße sind aus Hefeteig hergestellte Klöße. Sie können entweder im zumeist gesalzenen Wasserbad gekocht  oder unter Dampf gegart werden. Der Hefeteig besteht dabei im Wesentlichen aus Mehl, Hefe und Wasser.
Hefeklöße sind gewöhnlich rund geformt und haben meist zwischen fünf und zehn Zentimetern Durchmesser. Sie lassen sich gefrostet aufbewahren, nachdem der Teig aufgegangen ist. In Großküchen werden auch extra große Hefeklöße hergestellt und in Scheiben geschnitten serviert.
Die in Süddeutschland verbreiteten Dampfnudeln und die in der Bayerischen und Wiener Küche üblichen Germknödel („Germ“ steht in diesem Sprachraum für Backhefe) sind besondere Varianten der Hefekloßzubereitung, ebenso wie die schlesischen Häwekließla. Gesüßte Hefekloßvarianten werden traditionell oft mit Heidelbeerkompott kombiniert. Nach traditionellem Rezept werden bestimmte Modifikationen mit etwas brauner Butter überträufelt. Eine besonders in Franken beliebte Variante sind Krautklöße, bei denen die Hefeklöße auf Sauerkraut gekocht werden. In der fränkischen Mundart werden diese ferner als Krautpudel bezeichnet.
Eine Variante in der chinesischen Küche sind Baozi, die in Körben im Dampf gegart werden. Gefüllt sind sie meist mit Fleisch und Gemüse. Eine ungefüllte Variante wird in Nordchina Mantou genannt und als Beilage statt Reis oder Nudeln gereicht.

## Beispiele für Zubereitungsvarianten

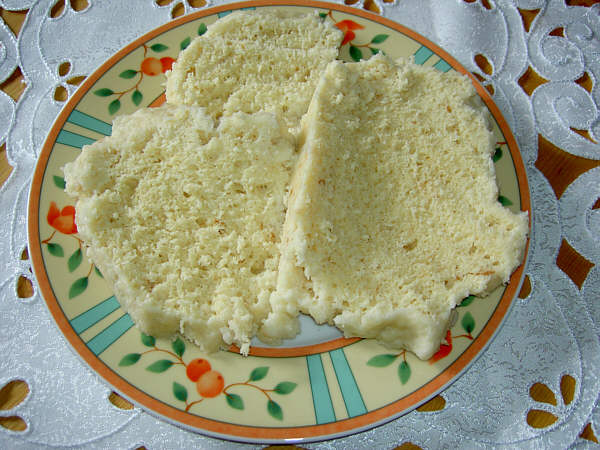
Böhmische Knödel
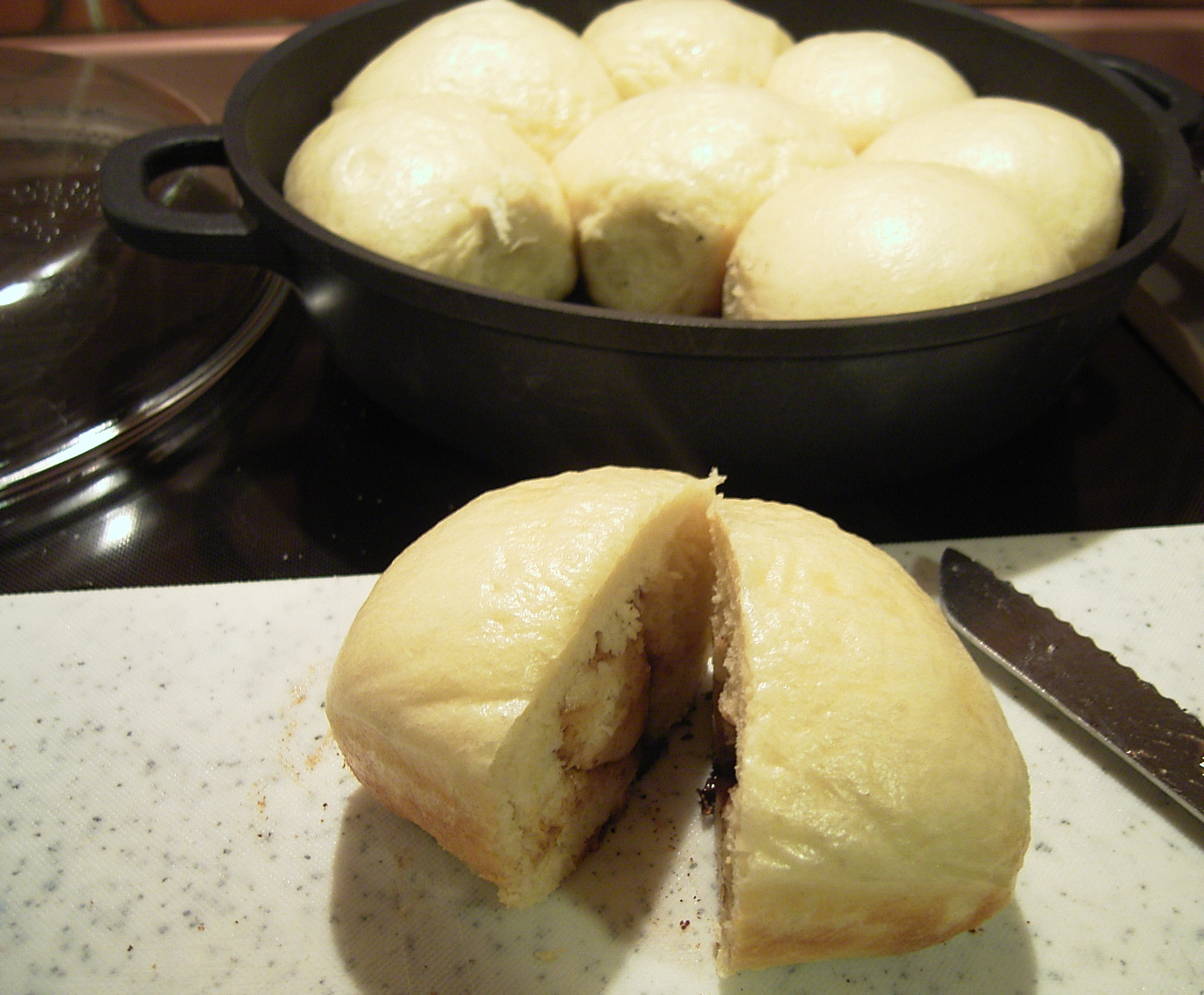
Angeschnittene Dampfnudel
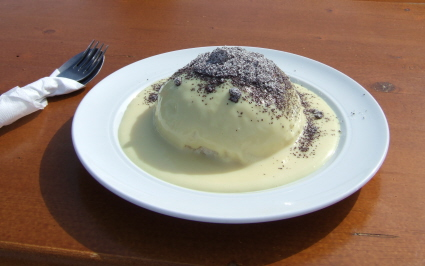
Germknödel fertig zubereitet mit Vanillesauce
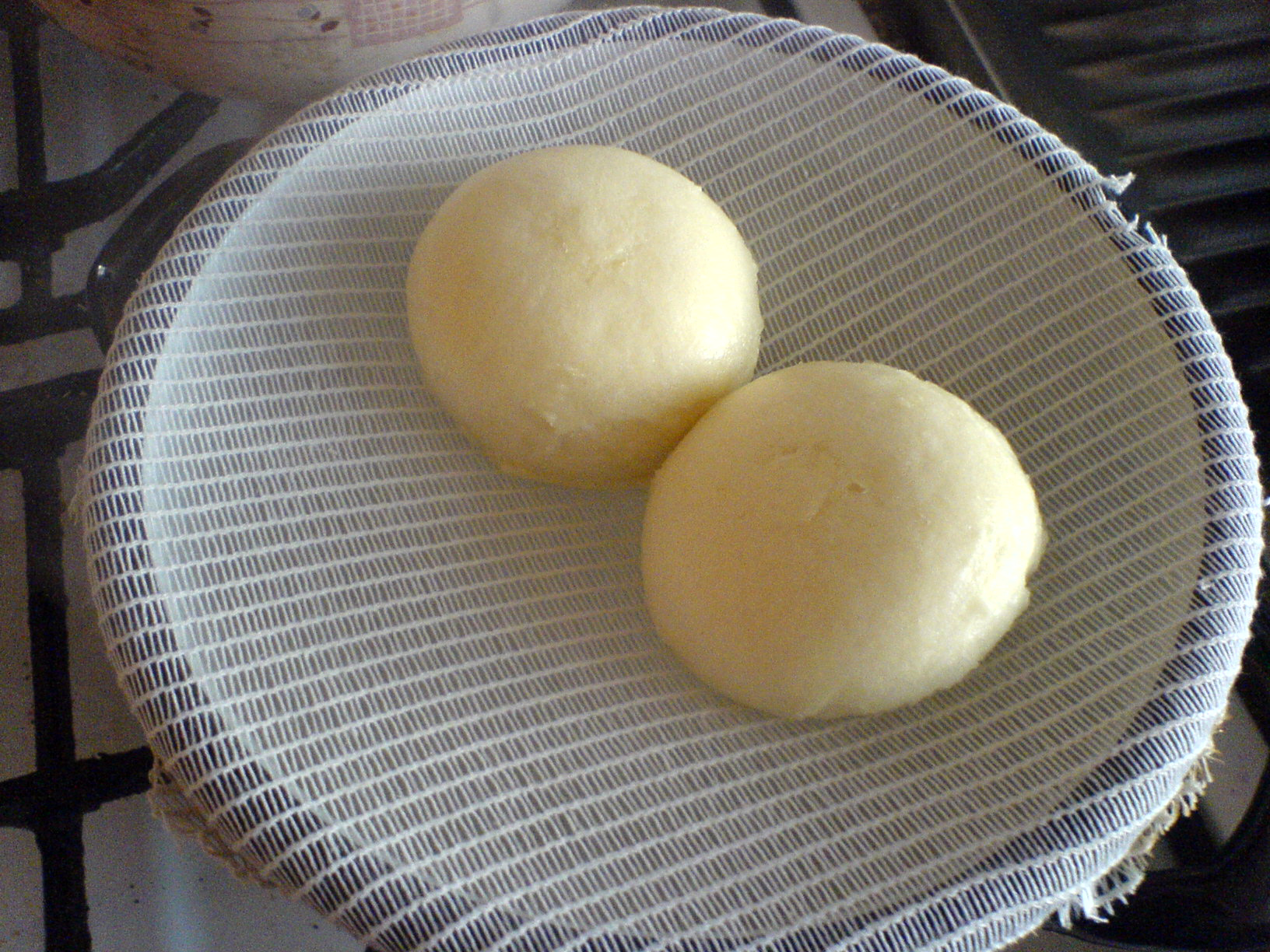
Gedämpfte Pampuchy
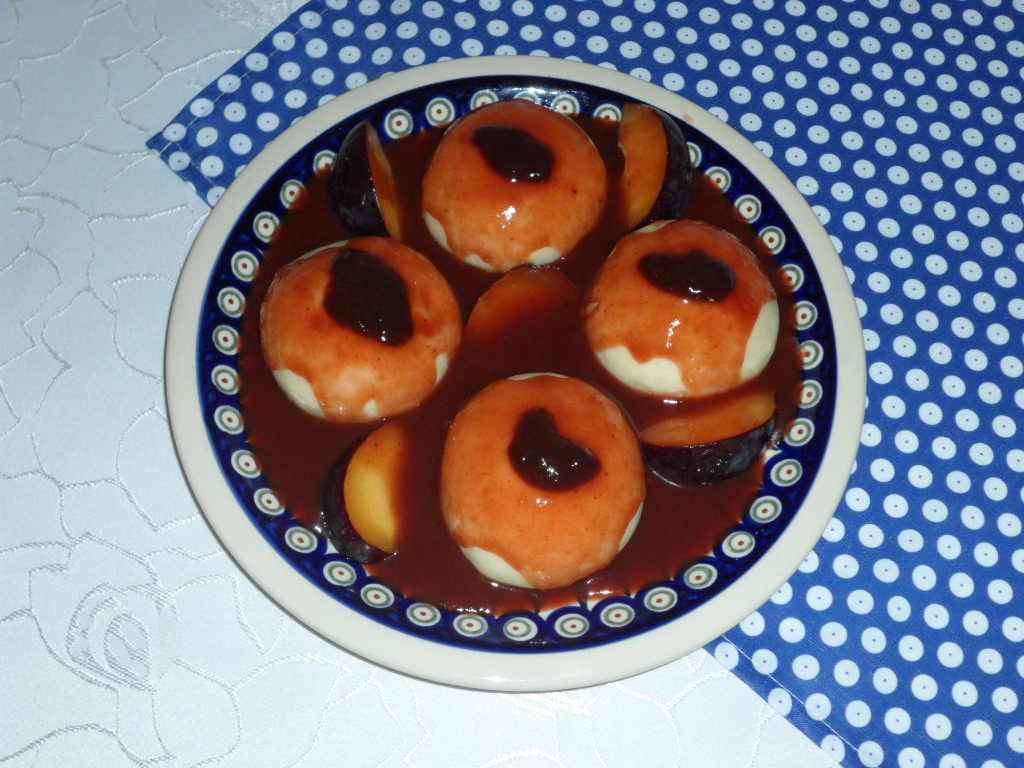
Schlesische Hefeklöße (Häwekließla) mit Pflaumenschmootsch
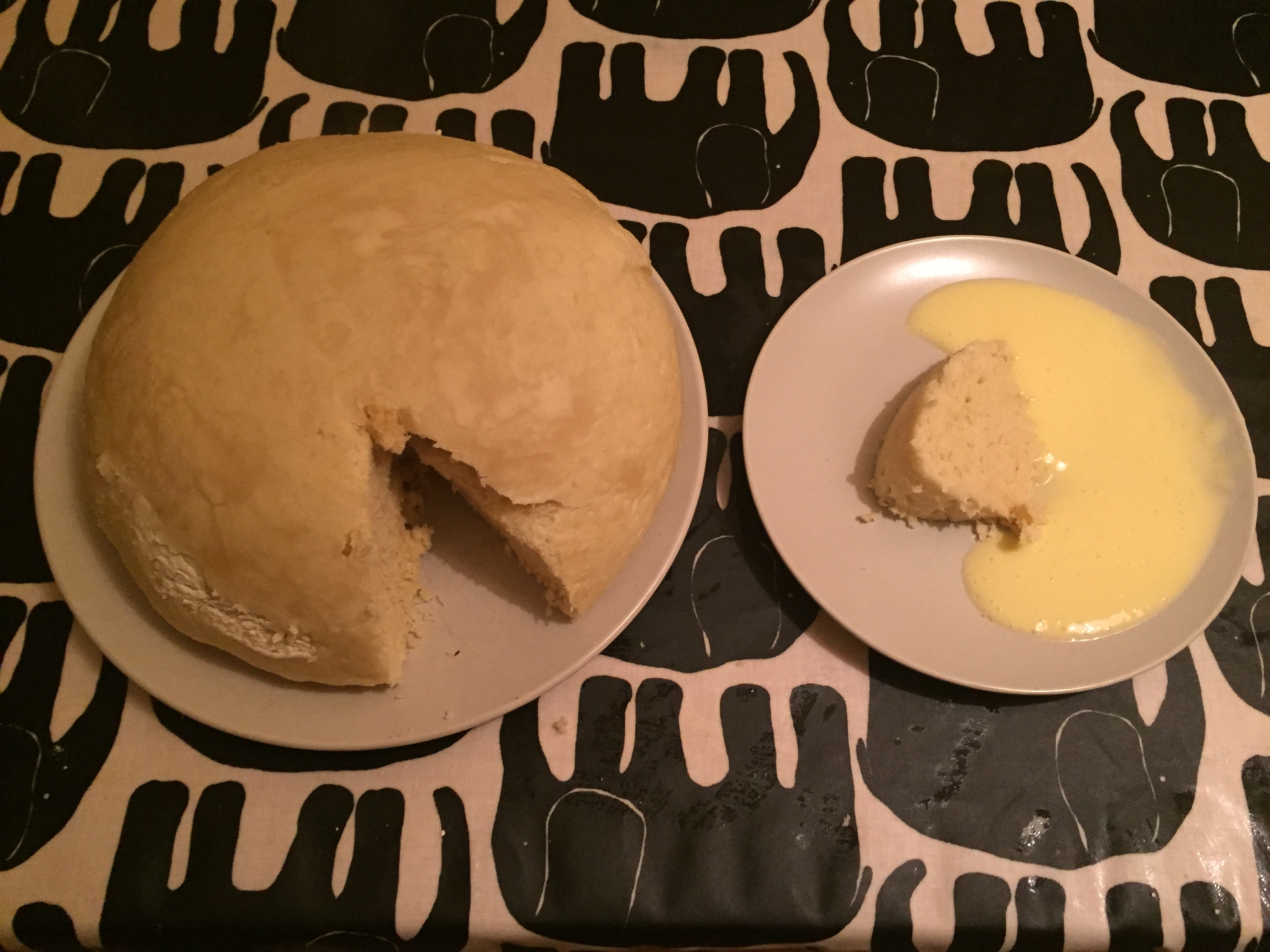
Ostfriesisches Klüütje mit Vanillesoße